# Pflummern (Riedlingen)

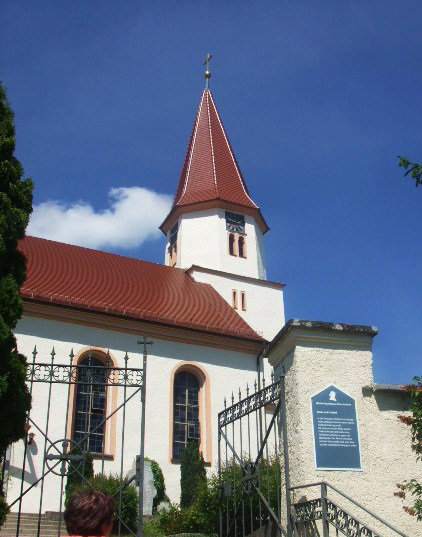
Evangelische Kirche in Pflummern

Pflummern ist ein Ortsteil der Stadt Riedlingen im Landkreis Biberach in Baden-Württemberg. Die ehemals selbständige Gemeinde, die circa drei Kilometer nordwestlich von Riedlingen liegt, wurde 1974 in die Stadt Riedlingen eingemeindet. Der Ort hatte im März 2016 420 Einwohner.

## Geographie
Das Dorf liegt am Albaufstieg in einer Höhe von 615 Metern zwischen bewaldeten Hügeln.

## Geschichte
Pflummern war einst Sitz der seit 1183 nachgewiesenen Herren von Pflummern. Diese waren Ministeriale der Grafen von Veringen. 
Im Jahr 1302 übergab Graf Mangold die Burg mit weiteren Gütern an das Kloster Reichenau, 1311 ging die Burg Pflummern wieder an die Grafen von Veringen über. Im gleichen Jahr verkaufte Graf Wolfrad von Veringen die Burg an den Ritter H. Fleck.
1605 wurde der Ort Pflummern an Herzog Friedrich von Württemberg verkauft. Damit wurde Pflummern als einzige Gemeinde im Oberamt Riedlingen evangelisch. Im Dreißigjährigen Krieg (1618–1648) wurde Pflummern gebrandschatzt und entvölkert, so musste es neu besiedelt werden.

## Sehenswürdigkeiten
- Evangelische Kirche, im zugehörigen Pfarrhaus lebte von Februar bis Mai 1829 Eduard Mörike als Pfarrverweser. Dort soll er am 9. März 1829 sein bekanntestes Gedicht „Er ist's“ verfasst haben.[2]